# Dressurstadion Aachen
Das Dressurstadion des CHIO Aachen ist ein Sportstadion im Sportpark Soers in Aachen, das für Dressurreiten spezialisiert ist. Mit einer Kapazität von 6.300 Sitz-/Stehplätzen ist die 1999 eingeweihte Arena die weltweit größte ihrer Art. Neben dem Hauptstadion, in dem Springreiten veranstaltet wird, und der Albert-Vahle-Halle (Voltigieren) ist das Stadion eine der drei Hauptwettkampfstätten des alljährlich ausgetragenen Reitturniers CHIO Aachen.

## Veranstaltungen
Neben den sportlichen Dressurwettbewerben werden zahlreiche Rahmenveranstaltungen zum CHIO ausgerichtet. Am Sonntag vor der Eröffnung des CHIO wird beispielsweise im Stadion traditionell zum Soerser Sonntag ein für alle frei zugänglicher ökumenischer Gottesdienst abgehalten.
Die Dressurprüfungen der Weltreiterspiele 2006 und der FEI Europameisterschaften 2015 fanden abweichend vom CHIO im Hauptstadion statt. Das Dressurstadion wurde hier für die Voltigier- und Reiningprüfungen genutzt und wurde hierfür extra überdacht.
Bis zum CHIO 2013 bestand das Stadion aus drei Tribünen, eine kurze Seite des Dressurvierecks war offen. An dieser Stelle wurde anschließend eine weitere Tribüne gebaut, die 1.200 weitere Plätze bietet.

## Umfeld
Zusammen mit der 2009 eröffneten Heimspielstätte Tivoli des Fußballclubs Alemannia Aachen und der Tivoli Eissporthalle bildet das CHIO-Gelände den Sportpark Soers. Der Sportpark befindet sich im Norden Aachens und ist über die B57 und die nah gelegene A4 gut mit dem Auto zu erreichen.